# Thomandersiaceae
Thomandersia là một họ thực vật hạt kín đặc hữu Tây và Trung Phi, chỉ chứa 1 chi Thomandersia, bao gồm khoảng 6 loài cây bụi và cây gỗ nhỏ. Danh pháp đồng nghĩa của chi này là Scytanthus T. Anderson ex Benth. & Hook.f. [non Hook., nec Liebm].
Thomandersia theo truyền thống được xếp trong họ Acanthaceae (dựa vào hình thái học), bao gồm cả APG I năm 1998, APG II năm 2003, hay trong họ Schlegeliaceae như tại các trang của APG trên website của Vườn thực vật Missouri, chứa trong danh sách các chi của họ này, nhưng sau đó Stevens đã cho rằng nó nên đưa ra khỏi họ này do sự hỗ trợ yếu và coi nó như là họ Thomandersiaceae. Điều này đã được ghi nhận trong hệ thống APG III.
Thomandersiaceae là các loài cây thân gỗ với các lá mọc đối, thường với mép lá nguyên. mặt dưới thường có các tuyến phẳng, khô nhanh màu đen; cụm hoa có dạng chùm gồm các hoa khá nhỏ và có các tuyến mật hoa ngoài hoa nằm trên mặt ngoài của đài hoa. Các quả nang cắt vách là khác biệt với đài hoa cùng phát triển của chúng và chứa vài hạt, mỗi hạt nằm trên một cán phôi mỏng hình chén; bề mặt hạt sàn sùi hay có vảy, rốn hạt lớn, còn phôi mầm thì uốn cong mạnh. Thomandersia có phát sinh loài có lẽ gần với Schlegeliaceae, họ chứa các loài sống tại khu vực nhiệt đới châu Mỹ. Các đặc trưng như hệ thống mạch của tuyến mật hoa và cuống lá, cũng như các tuyến mật trên mặt ngoài đài hoa, là dấu hiệu kết nối với họ đó. Tuy nhiên, mức độ hỗ trợ cho bất kỳ mối quan hệ nào giữa Thomandersiaceae với Schlegeliaceae lại rất yếu.
Chi này đã từng được nâng cấp lên thành họ, trước đó là do Sreemadhavan vào năm 1976 và vào năm 1977  dựa theo giải phẫu lá và hình thái bao phấn, và gần đây hơn là Wortley và ctv. năm 2005 và năm 2007 , dựa vào các phân tích phát sinh chủng loài của các vật liệu di truyền.

## Các loài
- Thomandersia anachoreta Heine
- Thomandersia butayei De Wild.
- Thomandersia congolana De Wild. & T. Durand
- Thomandersia hensii De Wild. & T. Durand
- Thomandersia laurentii De Wild.
- Thomandersia laurifolia T. Anderson ex Baill.